# St. Barbara (Schophoven)

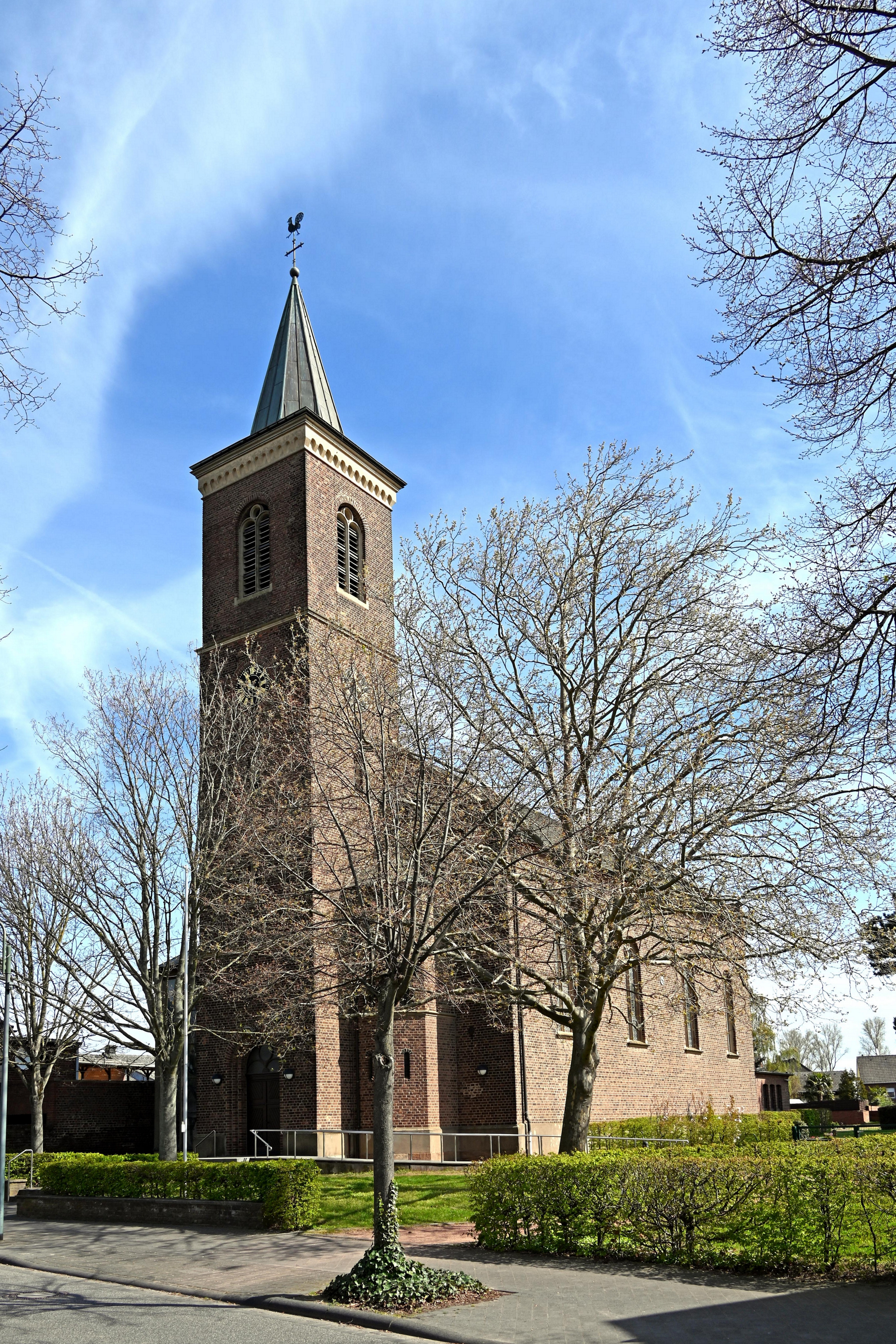
St. Barbara in Schophoven

St. Barbara ist eine römisch-katholische Filialkirche in Schophoven, Gemeinde Inden, im Kreis Düren in Nordrhein-Westfalen. Zur Gemeinde gehört auch Viehöven mit der Kapelle St. Mariae Regine Pacis. Die Kirche ist der hl. Barbara von Nikomedien geweiht und wurde 1859 nach Plänen von Kreisbaumeister Kriescher erbaut. Seit 2013 ist die Kirche der GdG Heilig Geist Jülich angegliedert.

## Geschichte
Im Liber valoris aus der Zeit um 1300 wurde eine Pfarrkirche in Müllenark erwähnt. Über den Ort Müllenark und seine Kirche verlieren sich jedoch die Spuren. Erhalten geblieben ist das Haus Müllenark, welches heute zu Schophoven gehört. In Schophoven selber ist eine Barbarakapelle für das Jahr 1533 belegt, die zur Pfarre Pier gehörte. Pfarrlich selbstständig wurde Schophoven mit der Pfarrerhebung am 7. März 1855. Zum 1. Januar 2013 verlor Schophoven seinen Status als Pfarre und wurde mit weiteren 13 ehemaligen Pfarreien zur Pfarre Heilig Geist Jülich fusioniert.
Die im 16. Jahrhundert erwähnte Kapelle musste im Jahr 1857 abgerissen werden. Diese alte Kapelle wurde 1859 durch die heutige Kirche nach Plänen von Kreisbaumeister Kriescher ersetzt. Als Vorbild diente die romanische Bartholomäuskapelle in Paderborn. Die Idee dazu hatte der damalige Pfarrer Johann Jakob Hubert Wirtz. Die feierliche Kirchweihe war am 4. Juni 1868. 
Die Schäden des Zweiten Weltkriegs waren bis 1954 behoben. Ebenfalls in den 1950er Jahren wurde an den Turm eine moderne Taufkapelle als Rundbau angebaut.

## Baubeschreibung
St. Barbara ist eine dreischiffige und vierjochige Hallenkirche aus Backstein in klassizistisch-neuromanischen Formen mit halbkreisförmiger Apsis im Osten und vorgebautem Glockenturm im Westen.

## Ausstattung
In der Apsis befindet sich ein Sgraffito von Heribert Reul aus dem Jahr 1956, welches Christus als Weltenherrscher darstellt. Die Fenster entwarf Paul Franz Bonnekamp vermutlich in den 1950er Jahren.

## Glocken
Im Turm von St. Barbara befindet sich ein dreistimmiges Geläut aus Bronze-Glocken der Fa. Feldmann & Marschel aus dem Jahr 1958. Dieses Geläut ersetzt ein ebenfalls dreistimmiges Geläut aus dem Jahr 1928, das von Werner Hüesker, Fa. Petit & Gebr. Edelbrock gegossen wurde und im Zweiten Weltkrieg zu Rüstungszwecken beschlagnahmt und eingeschmolzen worden ist.
| Nr. | Name | Durchmesser (mm) | Masse (kg, ca.) | Schlagton (HT-1/16) | Gießer                                                              | Gussjahr |
| 1   | -    | -                | -               | e′                  | Josef Feldmann und Georg Marschel, Fa. Feldmann & Marschel, Münster | 1958     |
| 2   | -    | -                | -               | g′                  | Josef Feldmann und Georg Marschel, Fa. Feldmann & Marschel, Münster | 1958     |
| 3   | –    | -                | -               | a′                  | Josef Feldmann und Georg Marschel, Fa. Feldmann & Marschel, Münster | 1958     |

Motiv: Te Deum

## Pfarrer
Folgende Priester wirkten bis zur Auflösung der Pfarre als Pastor an St. Barbara:
| von – bis | Name                                    |
| --------- | --------------------------------------- |
| 1913–1933 | Josef Tenbusch                          |
| 1933–1949 | Wilhelm Hafels                          |
| 1949–1955 | Heinrich Jakobs                         |
| 1955–1963 | Wilhelm Houben                          |
| 1963–1968 | Karl Graafen                            |
| 1968–1975 | Karl Heinrich Haus                      |
| 1975–1978 | Hubert Peters                           |
| 1979–1982 | Hans Peter Merche                       |
| 1982–2008 | Richard Kurth                           |
| 2008–2013 | Heinz Portz (2013 Auflösung der Pfarre) |